# Labosse
Labosse é uma comuna francesa na região administrativa de Altos da França, no departamento de Oise. Estende-se por uma área de 14,22 km². Em 2010 a comuna tinha 449 habitantes (densidade: 31,6 hab./km²).